# Dipaenae eucera
Dipaenae eucera är en fjärilsart som beskrevs av Felder 1875. Dipaenae eucera ingår i släktet Dipaenae och familjen björnspinnare. Inga underarter finns listade i Catalogue of Life.